# Берруесес
Берруесес (ісп. Berrueces) — муніципалітет в Іспанії, у складі автономної спільноти Кастилія-і-Леон, у провінції Вальядолід. Населення — 117 осіб (2010).
Муніципалітет розташований на відстані близько 200 км на північний захід від Мадрида, 42 км на північний захід від Вальядоліда.

## Демографія
Динаміка населення (INE ):